# 卡里姆·本泽马
卡里姆·穆斯塔法·本泽马（法語：Karim Mostafa Benzema，1987年12月19日—)，法國職業足球员，司職前鋒。目前效力於沙烏地職業足球聯賽的吉达联合，前法國國家足球隊成員。
本泽马效力里昂時協助球隊在法甲連續4年奪得聯賽冠軍，創出七連霸的紀錄。2021年的10月，賓施馬射入個人西甲賽事的第200球，成為皇家馬德里隊史第4位入球數字達到200球或以上的球員。2022年8月10日，在對陣法蘭克福的歐洲超級杯決賽上，本澤馬打入一球，超逾了勞爾成為了隊史第二射手，總計324球。

## 職業生涯

### 里昂

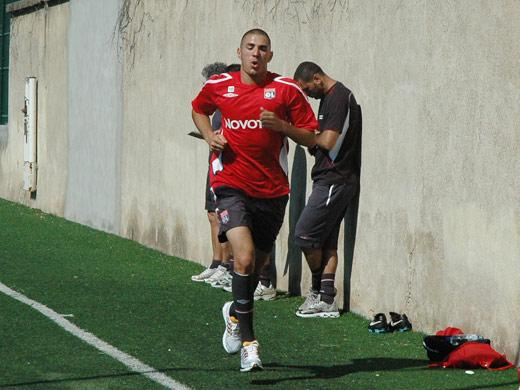
本泽马效力里昂時期的訓練相片

出生於法國中部城市里昂，擁有阿爾及利亞血統。本澤馬本人也是一名穆斯林。本澤馬在里昂附近的布龙度过了童年，并曾参加了当地的布龙-特拉永街区足球队（SC Bron Terraillon）。后在當地的法甲霸主里昂開始其球員生涯。他在青年隊的比賽常常擔任4-3-3陣式中的中鋒位置，使他可以充分發揮他在前鋒線的衝擊力。2006年1月15日，他首次代表里昂一队出场，在23分钟的时间内，贡献了一次助攻。赛后，他与俱乐部签署了长达三年的合同。在随后的两个赛季中，他获得了34次出场机会，攻入6球，其中包括2-1擊敗洛辛堡所攻入的首個歐洲聯賽冠軍盃入球。
随着、等球星的离队，本泽马在07-08赛季成为了里昂的进攻核心。在这个赛季中，本泽马表现出色，在51场比赛中打进了31个进球，领跑射手榜，并率队进入了欧冠16强，惜败于曼联被淘汰。赛季后，本泽马与俱乐部签署了到2013年的合约，成为了法甲薪酬最高的运动员。该赛季，本泽马还被评为了法甲最佳运动员。
08/09赛季，本泽马迎来了不错的开局，还一度登上了欧冠射手榜第一名。但冬歇期过后，本泽马的状态有所下滑，里昂经历了九场糟糕的比赛，退出了冠军的争夺。但随后在赛季的后段本泽马表现出色，最终名列法甲射手榜第三位。

### 皇家马德里

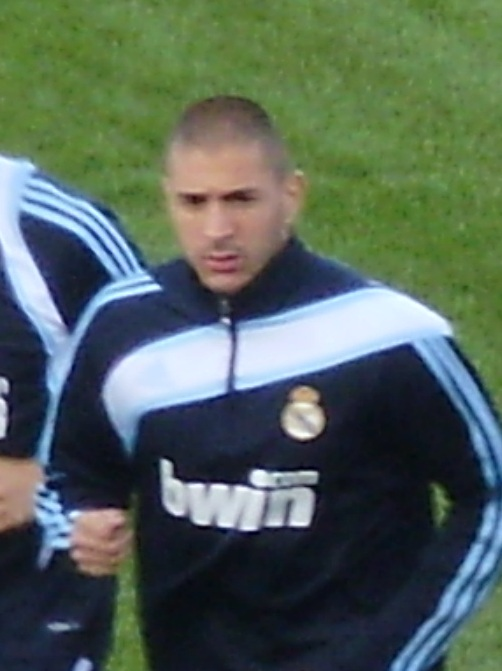
效力皇家馬德里時期的賓施馬

2009年7月1日，里昂宣布接受西班牙豪門皇家馬德里的報價，將以3500萬歐元將賓施馬出售，里昂可按賓施馬將來在皇馬的表現，最多獲4100萬歐元收入。7月9日，本泽马顺利通过了球队体检，并签署了长达六年的条约。当天下午，他在班拿貝球場收到了马德里球迷热情的欢迎。
本泽马在7月20日对阵沙姆洛克流浪的比赛中下半时替补出场，并打入一球，奉献了完美的处子秀。
本泽马在皇马的夏季季前赛中表现出色，迅速融入了球队，受到了球迷以及俱乐部的认可。在季前赛與隊長魯爾一同以5個入球為成為最佳射手。在西甲聯賽，本泽马於2009年8月29日對陣拉科鲁尼亚的賽事中首次為皇馬上陣。9月20日，賓施馬在對陣薩雷斯的賽事中取得首個正式比賽的入球。可惜隨後面對阿根廷籍隊友伊瓜因的競爭，本泽马逐漸被列為後備。
2010－11年球季，魯爾離隊後，C·朗拿度改穿7號球衣，而本泽马改穿9號球衣。随后本泽马的状态开始逐步回升，至2011－12赛季，他又重回皇马主力前锋之列。
2013－14年球季開始前，伊瓜因離去，加雷斯·貝爾來投，和C·朗拿度組成堪比拜仁「罗贝里組合」（（＋列貝利）的組合，而賓施馬則擔綱中路單箭頭的重任。本泽马表現良好，進球助攻皆有；最後皇馬奪得久違的歐冠冠軍，「BBC三叉戟（B:Bale B:Benzema C:Cristiano Ronaldo)」的威名自此不脛而走。
2017年7月12日， （ )離隊，本澤马正式成為球隊的第四隊長。 但近兩季表現嚴重滑落，上季只攻入五球。
2021－22年球季，賓施馬狀態火熱，他在西甲射入26球，歐聯射入14球。2022年5月12日，本澤馬成為皇家馬德里進球數量第二多的球員。
2022年10月17日，本泽马荣获本年度金球奖，这是他首次获得该奖项。
2022－23年球季由於不用參與世界盃，雖然年紀漸長令其狀態有所下滑，惟球隊仍然以其作為前場核心。
2023年4月29日，本澤馬成為西甲史上進球數第4的球員。

## 國家隊

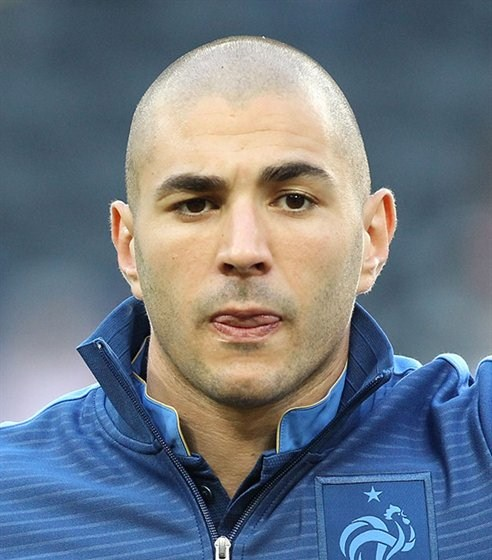
於2012年歐洲國家盃為國上陣的本澤馬

本泽马早於2006年已獲選國家隊出戰對希臘的友誼賽，卻在賽前因傷而无法出场。直到2007年3月28日一場對奧地利的友誼賽中才得以上陣，并攻入一球，协助法国以1-0胜出。
2008年，本泽马代表法国队出战了欧洲足球锦標赛，可惜小组赛未能取得出线，本人出场2次也未获进球。
由於本泽马在皇家馬德里未能獲得足夠的上陣機會，加上时任法国队主帅多梅内克迷恋于星座运势，本泽马因此未能入選參與2010年世界盃。
本泽马入選2014年世界盃的陣容，在首戰和洪都拉斯的交手中就獨进了2球，还有一球被判守門員的烏龙球得分。本泽马之後於6月20日對上瑞士的比賽中被撲出一粒點球，成為該屆世界盃首位罰失點球的球員。他同時也成為法國隊隊史首位在互踢十二碼以外的時間射失點球的選手，但這並不妨礙法國最後大勝瑞士的結果。他曾一度成为國家隊的副隊長。
2015年12月11日，賓施馬因涉及勒索案，被法國足總逐出國家隊。 法國足總會長拿格治於巴黎開記者會，他稱這個決定並未經過紀律委員會和道德委員會的商議，純粹是他作為足總會長個人決策。他已經知會國家隊教練迪甘斯，即日起不會再徵召本泽马。他亦因此在2016歐國盃及2018世界盃不被法國徵召，今後很大機會緣盡所有國際賽事。
暌違多年之後，考慮在皇家馬德里的表現出色，再加上國家隊名單數目增加至26人，2021年5月18日，本澤馬被正式列入法國隊26人陣容，參加2020年歐洲足球錦標賽，這是他六年來首次入選國家隊。其後表現出色，並在2021年10月的歐國聯協助法國國家足球隊首次奪得冠軍，在決賽更以一球一助攻的成績，當選成為該場賽事的最佳球員。
在2022年世界盃開賽前夕，本澤馬因傷退出國家隊，之後雖然傷勢恢復，但拒絕了重回國家隊參加世界盃剩餘賽事的邀請，也拒絕了法國足協前往現場觀看阿根廷與法國的決賽的邀請。
2022年12月19日，本澤馬在自己的35歲生日於自己的社交媒體上宣佈退出國家隊。

## 荣誉
里昂
- 法甲冠軍：2004–05，2005–06，2006–07，2007–08
- 法国超级杯冠軍：2006，2007
- 法国杯冠軍：2007–08

皇家馬德里
- 西甲冠軍：2011–12，2016–17，2019–20，2021–22
- 西班牙國王盃冠軍：2010–11, 2013–14，2022–23
- 西班牙超級盃冠軍：2012，2017，2019–20，2021–22
- 歐冠冠軍：2013–14, 2015–16, 2016–17，2017–18，2021–22
- 歐洲超級盃冠軍：2014，2016，2017，2022
- 世俱杯冠軍：2014，2016，2017，2018，2022

法國國家隊
- 欧洲U-17足球锦标赛冠軍：2004
- 欧国联冠軍：2020–21

### 个人
- 法國甲組足球聯賽神射手：2008
- 法國甲組足球聯賽年度最佳球员：2008
- 法國甲組足球聯賽最佳陣容：2008
- 欧洲最佳球员:2022
- 金球奖: 2022
- 國際足協年度最佳陣容:2022
- 歐洲聯賽冠軍盃神射手:2022

## 爭議事件
2015年11月，本澤馬以性愛影片勒索同為國家隊球員的馬修·華貝拿而被法國警方逮捕，同年12月被無限期禁止為法國國家隊出賽。2021年5月，賓施馬睽違多年後再次被法國國家足球隊徵召。2023年10月，本澤馬對以色列空襲加薩的受害者表示聲援。 作為回應，法國內政部長傑拉爾德·達爾馬寧指責卡里姆·本澤馬與穆斯林兄弟會「有關係」。 羅納河口省共和黨參議員瓦萊麗·博耶（Valérie Boyer）要求，如果指控得到證實，應剝奪這名球員的法國公民身份和金球獎。

## 外部連結
- Real Madrid official profile（页面存档备份，存于）
- 卡里姆·本泽马在《隊報》足球中的档案 （法文）
- 足球数据库：卡里姆·本泽马的球员统计数据